# 41795 Wiens
41795 Wiens è un asteroide della fascia principale. Scoperto nel 2000, presenta un'orbita caratterizzata da un semiasse maggiore pari a 3,0381285 UA e da un'eccentricità di 0,1616311, inclinata di 9,70653° rispetto all'eclittica.